# 加普蘭 (馬里蘭州)
加普蘭（英語：Gapland）是位於美國馬里蘭州華盛頓縣的一個普查規定居民點。

## 人口
根據2020年美國人口普查的數據，加普蘭的面積為0.58平方千米，當中陸地面積為0.58平方千米，而水域面積為0.00平方千米。當地共有人口109人，而人口密度為每平方千米187.93人。